# Калино (Болгария)
Калино (болг. Калино) — село в Болгарии. Находится в Шуменской области, входит в общину Хитрино. Население составляет 174 человека.

## Политическая ситуация
Калино подчиняется непосредственно общине и не имеет своего кмета.
Кмет (мэр) общины Хитрино — Нуридин Басри Исмаил Движение за права и свободы (ДПС)) по результатам выборов.